# Jonathan Milan
Jonathan Milan (Tolmezzo, 1 oktober 2000) is een Italiaans baan- en wegwielrenner die sinds 2024 rijdt voor Lidl-Trek.

## Biografie
Milan is geboren in Tolmezzo en opgegroeid in Buja, hier komt zijn bijnaam Il Gigante di Buja (de reus van Buja) vandaan.

### Als baanwielrenner
Hij behaalde in 2020 samen met Simone Consonni, Filippo Ganna, Francesco Lamon en Michele Scartezzini een derde plaats op de ploegenachtervolging tijdens de Wereldkampioenschappen baanwielrennen in Berlijn. Milan maakte in 2021 zijn olympisch debuut op de uitgestelde Olympische Spelen van 2020 in Tokio. Samen met Filippo Ganna, Simone Consonni en Francesco Lamon was Milan de snelste in de Olympische ploegenachtervolging. Dat jaar won hij ook goud op de ploegenachtervolging bij de WK samen met Liam Bertazzo, Consonni en Ganna. In 2023 won hij twee gouden medailles op de EK op de baan. Hij won zowel de ploegenachtervolging als de individuele achtervolging. De ploegenachtervolging reed hij wederom met Consonni, Ganna en Lamon. Bij de WK van een jaar later won hij zijn tweede gouden medaille, ditmaal op de achtervolging. Daarnaast reed hij het wereldrecord bij dit onderdeel van Josh Charlton uit de boeken. In datzelfde jaar won hij brons op de ploegenachtervolging op de Olympische Spelen die dat jaar werden gehouden in Parijs.

### Als wegwielrenner
In 2019 startte hij bij de continentale wielerploeg Cycling Team Friuli waar hij twee seizoenen bij zou rijden. In zijn eerste jaar bij Bahrain-Victorious behaalde hij geen overwinningen, in 2022 wist hij in de CRO Race zijn eerste professionele overwinning te behalen. Hij won zowel de eerste als de tweede etappe en het puntenklassement. In het jongerenklassement eindigde hij op een derde plaats, achter Oscar Onley en Axel Laurance. In het volgende jaar liet hij zijn sprintkwaliteiten voor het eerst zien aan het grote publiek. Na een etappezege in de Ronde van Saoedi-Arabië eind januari nam hij in mei voor het eerst deel aan de Ronde van Italië. Direct in de tweede etappe boekte hij zijn eerste UCI World Tour-zege. De etappe, die van Teramo naar San Salvo trok, werd na vijf uur koers beslecht middels een massasprint. Milan versloeg hier onder anderen David Dekker en Kaden Groves, respectievelijk tweede en derde. In die Grote Ronde zou Milan nog viermaal tweede worden in een etappe. Aan het eind van de Giro mocht hij de paarse leiderstrui van het puntenklassement mee naar huis nemen. In 2024 won hij in totaal elf etappes, waarvan meerdere in de Ronde van Duitsland, de Tirreno-Adriatico en de Renewi Tour. Tevens was hij wederom succesvol in de Ronde van Italië. Ditmaal was hij de snelste in drie etappes en won hij eveneens het puntenklassement.

## Persoonlijk
Milan is vernoemd naar het boek Jonathan Livingston Seagull dat geschreven is door Richard Bach. Zijn vader Flavio heeft ook enkele jaren als prof gereden. De jongere broer van Milan, Matteo, is eveneens wielrenner en reed net als zijn oudere broer enkele jaren bij Cycling Team Friuli.

## Palmares

### Baanwielrennen
| Jaar     | NK            | EK                                         | WK                                   | OS                   | NC                                           | Overig                                  |
| Beloften | Beloften      | Beloften                                   | Beloften                             | Beloften             | Beloften                                     | Beloften                                |
| -------- | ------------- | ------------------------------------------ | ------------------------------------ | -------------------- | -------------------------------------------- | --------------------------------------- |
| 2020     |               | ploegenachtervolging                       |                                      |                      |                                              |                                         |
| Elites   |               |                                            |                                      |                      |                                              |                                         |
| 2019     |               |                                            |                                      |                      |                                              | Track Challenge Grenchen: achtervolging |
| 2020     | achtervolging | achtervolging · ploegenachtervolging · 1km | ploegenachtervolging                 |                      |                                              | Driedaagse van Aigle: achtervolging     |
| 2021     |               | achtervolging                              | achtervolging · ploegenachtervolging | ploegenachtervolging |                                              |                                         |
| 2022     |               |                                            | achtervolging · ploegenachtervolging |                      | Cali: · ploegenachtervolging · achtervolging |                                         |
| 2023     |               | ploegenachtervolging · achtervolging       | ploegenachtervolging · achtervolging |                      |                                              |                                         |
| 2024     |               | ploegenachtervolging                       | achtervolging                        | ploegenachtervolging |                                              |                                         |

### Wegwielrennen
2020 - 2 zeges
 Italiaans kampioenschap tijdrijden, Beloften
5e etappe Ronde van Italië voor beloften
2022 - 2 zeges
1e en 2e  etappe CRO Race
Puntenklassement CRO Race
2023 - 3 zeges
2e etappe Ronde van Saoedi-Arabië
2e etappe Ronde van Italië
 Puntenklassement Ronde van Italië
2e etappe Ronde van Guangxi
2024 - 11 zeges
3e etappe Ronde van Valencia
Puntenklassement Ronde van Valencia
4e en 7e etappe Tirreno-Adriatico
Puntenklassement Tirreno-Adriatico
4e, 11e en 13e etappe Ronde van Italië
 Puntenklassement Ronde van Italië
Proloog, 1e en 3e etappe Ronde van Duitsland
Puntenklassement Ronde van Duitsland
1e en 3e etappe Renewi Tour
2025 - 7 zeges
1e (TTT) en 5e etappe Ronde van Valencia
1e en 4e etappe Ronde van de Verenigde Arabische Emiraten
Puntenklassement Ronde van de Verenigde Arabische Emiraten
2e en 7e etappe Tirreno-Adriatico
Puntenklassement Tirreno-Adriatico
2e etappe Critérium du Dauphiné
8e en 17e etappe Ronde van Frankrijk
Puntenklassement Ronde van Frankrijk
Totaal: 25 zeges (waarvan 19 individuele UCI-zeges)

#### Resultaten in voornaamste wedstrijden op de weg
| Jaar | Ronde van Italië | Ronde van Frankrijk | Ronde van Spanje |
| ---- | ---------------- | ------------------- | ---------------- |
| 2021 |                  |                     |                  |
| 2022 |                  |                     |                  |
| 2023 | 103e (1)         |                     |                  |
| 2024 | 118e (3)         |                     |                  |
| 2025 |                  | 146e (2)            |                  |

| Jaar | Milaan-San Remo | Gent-Wevelgem | Ronde van Vlaanderen | Parijs-Roubaix | Amstel Gold Race | Classic Brugge-De Panne | Dwars door Vlaanderen |  | Wereldranglijsten |
| ---- | --------------- | ------------- | -------------------- | -------------- | ---------------- | ----------------------- | --------------------- |  | ----------------- |
| 2021 |                 | opgave        | opgave               | opgave         |                  | 103e                    | 89e                   |  | 2123e (UWR)       |
| 2022 | 115e            |               |                      |                |                  | 39e                     | opgave                |  | 696e (UWR)        |
| 2023 | 128e            | opgave        |                      | opgave         | opgave           | 70e                     |                       |  | 77e (UWR)         |
| 2024 | 69e             | 5e            | 67e                  | opgave         |                  |                         | 7e                    |  | 18e (UWR)         |
| 2025 | 81e             | ↑             |                      | 101e           |                  | ↑                       | opgave                |  |                   |

#### Resultaten in kleinere rondes
| Jaar | Ronde van Saoedi-Arabië | UAE Tour | Parijs-Nice | Tirreno-Adriatico | Ronde van Polen | Benelux Tour | CRO Race |
| ---- | ----------------------- | -------- | ----------- | ----------------- | --------------- | ------------ | -------- |
| 2021 |                         | 113e     |             |                   |                 | opgave       |          |
| 2022 | 53e                     | 97e      |             |                   | 70e             |              | 14e (2)  |
| 2023 | 5e (1)                  |          | opgave      |                   |                 | 81e          |          |
| 2024 |                         |          |             | 94e (2)           |                 | opgave (2)   |          |
| 2025 |                         | 78e (2)  |             | 135e (2)          |                 |              |          |

(*) tussen haakjes aantal individuele etappeoverwinningen

## Ploegen
- 2019 –  Cycling Team Friuli
- 2020 –  Cycling Team Friuli ASD
- 2021 –  Bahrain-Victorious
- 2022 –  Bahrain-Victorious
- 2023 –  Bahrain Victorious
- 2024 –  Lidl-Trek
- 2025 –  Lidl-Trek

1908: Jones, Kingsbury, Meredith, Payne ·
1920: Magnani, Carli, Ferrario, Giorgetti ·
1924: De Martini, Dinale, Menegazzi, Zucchetti ·
1928: Facciani, Gaioni, Lusiani, Tasselli ·
1932: Pedretti, Borsari, Cimatti, Ghilardi ·
1936: Nizerhy, Charpentier, Goujon, Lapébie ·
1948: Decanali, Adam, Blusson, Coste ·
1952: Morettini, Campana, de Rossi, Messina ·
1956: Gasparella, Domenicali, Faggin, Gandini ·
1960: Vigna, Arienti, Testa, Vallotto ·
1964: Streng, Claesges, Henrichs, Link ·
1968: Lyngemark, Olsen, Asmussen, Jensen ·
1972: Schumacher, Colombo, Haritz, Hempel ·
1976: Vonhof, Braun, Lutz, Schumacher ·
1980: Manakov, Movtsjan, Ossokin, Petrakov ·
1984: Grenda, Turtur, Nichols, Woods ·
1988: Jekimov, Kasputis, Neljoebin, Oemaras ·
1992: Fulst, Glöckner, Lehmann, Steinweg ·
1996: Capelle, Ermenault, Monin, Moreau ·
2000: Fulst, Bartko, Becke, Lehmann ·
2004: Brown, McGee, Lancaster, Roberts ·
2008: Clancy, Manning, Thomas, Wiggins · 
2012: Burke, Clancy, Kennaugh, Thomas · 
2016: Burke, Clancy, Doull, Wiggins · 
2020: Consonni, Ganna, Lamon, Milan · 
2024:  Bleddyn, Welsford, Leahy, O'Brien
Arashiro · Bauhaus · Bilbao · Buitrago · Capecchi · Caruso · Colbrelli  · Davies · Feng · Jack · Haller · Haussler · Inkelaar · Landa · Madan · Mäder · Milan· Mohorič · Novak · Padoen · Pernsteiner · Poels · Sieberg · Teuns · Tratnik · Valls · Williams · Wright
Arashiro · Bauhaus · Bilbao · Buitrago · Caruso · Colbrelli · Feng · Govekar (vanaf 1/6) · Gradek · Haig · Haussler · Landa · Maciejuk · Madan · Mäder · Milan· Mohorič · Novak · Osorio (tot 31/3) · Pernsteiner · Poels · Price-Pejtersen · Sánchez · Sütterlin · Teuns (tot 4/8) · Tratnik · Williams · Wright · Zambanini · Miholjević (stagiair)
Arashiro · Arndt · Bauhaus · Bilbao · Buitrago · Buratti (vanaf 12/4) · Caruso · Govekar · Gradek · Haig · Haussler (tot 7/4) · Kepplinger · Landa · Maciejuk · Madan · Mäder (overleden 16/7) · Miholjević · Milan· Mohorič · Pasqualon · Pernsteiner · Poels · Price-Pejtersen · Rajović · Scott · Sütterlin · Tiberi (vanaf 1/6) · Tu · Wright · Zambanini
Bagioli · Bernard · Cataldo · Ciccone · Consonni · Declercq · Felline · Geoghegan Hart · Ghebreigzabhier · Gibbons · Hoole · Kirsch · Konrad · López · Milan · Mollema · Mosca · Nys · Oomen · Pedersen · Simmons · Skjelmose · Skujiņš · Stuyven · Tesfatsion · Theuns · Vacek · Vergaerde · Verona · Ronhaar (stagiair)